# Genevra Stone
Genevra Lea "Gevvie" Stone (Newton, 11 de julho de 1985) é uma remadora estadunidense, medalhista olímpica

## Carreira
Stone competiu em duas edições de Jogos Olímpicos. Em Londres 2012 ficou em sétimo lugar nas disputas do skiff simples, e quatro anos depois, no Rio 2016, conquistou a medalha de prata na mesma prova.